# Shepherd (film)
Pour les articles homonymes, voir Shepherd.
Pour plus de détails, voir Fiche technique et Distribution.
Shepherd (The Shepherd) est un film canadien de science-fiction réalisé par Peter Hayman, sorti en 1999.

## Synopsis
Dans un univers post apocalyptique,  un mercenaire est engagé pour protéger une femme et son fils, qu'une secte fanatique souhaite assassiner.

## Fiche technique
Source principale de la fiche technique :
- Titre : Shepherd
- Titre original : The Shepherd
- Réalisation : Peter Hayman
- Scénario : Nelu Ghiran
- Direction artistique : Michael Borthwick
- Musique  : Donald Quan
- Décors :
- Costumes :
- Photographie : Graeme Mears
- Son :
- Montage : David Ransley
- Production  : Daniel D'Or, Philip Jackson
  - coproduction : Demerise J. Lafleur, Christopher Rutherford
  - production déléguée : Roger Corman, Maryann Ridini Spencer et David A. Steinberg
  - production exécutive : Bora Bulajic
- Société de production : Danforth Studios
- Distribution :  États-Unis : New Concorde Home Entertainment (DVD)
- Budget :
- Pays :  Canada
- Format : Couleur - Son : Dolby Digital - 1,85:1 - Format 35 mm
- Genre : action, science-fiction
- Durée : 90 minutes
- Date de sortie :
  - Pays-Bas : 17 mars 1999 (en DVD)

## Distribution
Source principale de la distribution :
- C. Thomas Howell : Boris Dakota
- Roddy Piper : Miles
- David Carradine : le ventriloque
- Heidi von Palleske : Lilith
- Mackenzie Gray : Lyndon
- Raymond Serra : Père Rizzo
- Marina Anderson : Sophia
- Fraser Reilly : Abe
- Daniel Lévesque : un voleur
- Jules Delorme : Peter
- Tony Curtis Blondell : Al
- Elisa Schwarz : Anne
- Cory Stevens : Charlie
- Nikole Xidlas : Magdeline
- Annette Shaffer : Ruth